# وسام ستانهوب

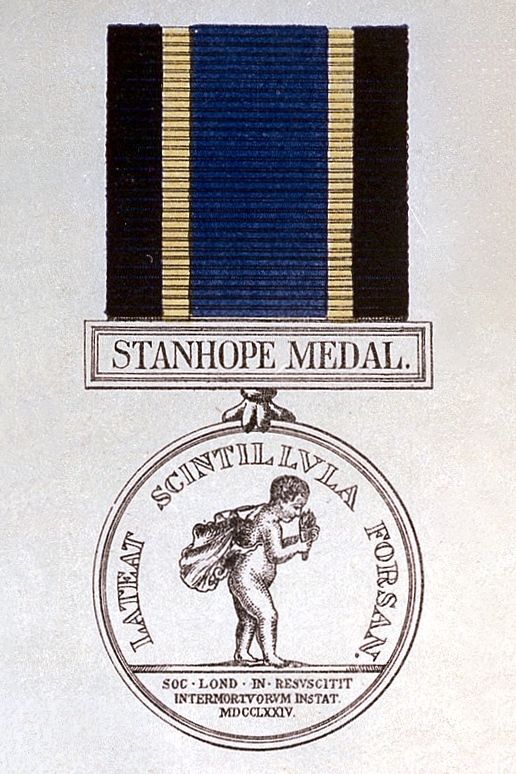
وسام ستانهوب
برعاية : الجمعية الملكية الانسانية
منحت لاول مرة : في 1873, لاكثر عمليات الانقاذ شجاعة وبطولة في العام السابق

وسام ستانهوب أو ما يعرف أيضا وسام ستانهوب الذهبي وهي جائزة عالمية تقوم الجمعية الملكية الإنسانية في المملكة المتحدة على منحها سنويا لأغلب من يقومون بعمليات الإنقاذ الشجاعة البطولية التي تمت في العام السابق.
وقد تمت تسميتها على اسم كابتن الملكية البحرية (تشاندوس سكودامور سكودامور ستانهوب) الذي قام بالعديد من عمليات الإنقاذ الشجاعة والبطولية خلال حياته.

## حياة تشاندوس ستانهوب
خَدَم ستانهوب كزميل ضابط بحرية في نوفمبر من عام  1846 بعد ان اجتاز الامتحان الذي يُعقد للضباط.وفي عام 1846 تمت ترقيتة إلى ملازم وقد كان أيضا مساعد شخصي للورد الأول للأميرالية هيو تشايلدرز.
خدم ستانهوب بعد ذلك في المحيط الهادي في  HMS Aisa  وهي  عبارة عن سفينة حربية  تحمل 84 بندقية  تتم ادارتها بواسطة  الأدميرال  السير  فيبس هورنبي وخدم في HMS  Warspite  وهي سفينة حربية تحمل 50 بندقية  تتم ادارتها بواسطة الكابتن  سيد جون هاي والكابتن سيد بروفو ويليام باري ويلز. وتم تعينة في ديسمبر  من عام 1847 في HMS Queen وهي سفينة حربية تحمل 110 بندقية للسيد جون ويست في ديفونبورت.
أصبح ستانهوب كابتن في أغسطس  1858 . تم تعينة  في HMS Ocean من ريو دي جانيرو الي سنغافورة  عام 1867 .حصل ستانهوب  على  الميدالية الفضية للجمعية الملكية الإنسانية  لإنقاذهِ بحاراً من الغرق  في عام  1851 .
توفي بمرض الجدري في عام   1871 عن عمر يناهز 48 عاما. بعد وفاته شيدت مجموعة من اصدقائهِ نصباً تذكارياً على شرفهِ وجمعوا حوالي اربعمئة جنيه وتم اعطاؤه  لإصدار  ميدالية  ذهبية سنوية  للجمعية الإنسانية الملكية  لصنع وسام ستانهوب الذي يتم اعطاؤه  لأكثر بطل شجاع  في السنه السابقة  وتمت تسميتها باسم  وسام ستانهوب.

## الوصف
تصدر الجمعية الملكية الإنسانية ميدالية ستانهوب كأعلى عدد من الجوائز البطولية. يتم تقديم الجائزة سنويًا لأكثر عمليات الإنقاذ شجاعة وبسالة في الأشهر الإثني عشر السابقة. أول ميدالية ذهبية مُنحت لماثيو ويب في محاولة لإنقاذ رجل يغرق في المحيط الأطلسي في عام 1873. الميدالية منقوشة على Lateat Scintillvia Forsan ، شعار الجمعية الملكية الإنسانية، والتي تعني «قد تكون شرارة صغيرة مختبئة» ويعني هذا الشعار انه جميعنا نمتلك القدرة على العطاء والإنقاذ.ابتداءً من عام 1962، بدأت العديد من الجمعيات في ترشيح عمليات الإنقاذ للجائزة، بما في ذلك ليفربول حطام السفن وجمعية إنسانية وجمعيات إنسانية في أستراليا وكندا ونيوزيلندا. في غضون خمس سنوات - 1959 و 1960 و 1961 و 1969 و 1973 - لم يتم منح أي ميدالية حيث لم يتم اعتبار أي إنقاذ كبير يستحق هذا الوسام بما فيه الكفاية خلال الأشهر الـ 12 السابقة. الميدالية التي صدرت في القرن الحادي والعشرين مماثلة للجوائز البرونزية والفضية للجمعية الملكية الإنسانية. ميدالية ستانهوب من الذهب عيار 18 قيراط ومعلقة من شريط على شكل لوحة منقوشة بتاريخ الجائزة وكلمات ستانهوب ميدالية. أصبح الذهب عيار 9 قيراط في عام 1942.

### جائزة ضابط الشرطة
أو ما يعرف ب وسام شرطة الجمعية الملكية الإنسانية ويتم منحها كل عام  لضابط شرطة المملكة المتحدة وهم اللذين يتم الحُكم  بطريقة ملحوظة على نشاطاتهم التي تتضمن انقاذ للحياه الناس أكثر من غيرهم.بدأت الجمعية الملكية الإنسانية بإصدار ومنح وسام شرطة الجمعية الملكية الإنسانية في عام 2000 . وإذا ما حصل الشخص نفسة على وسام ستانهوب  إلى جانب وسام شرطة الجمعية الملكية الإنسانية فإنه لا يستلمهم في نفس الحَدث.

## ابرز الحاصلين على الجائزة
تم استيفاء معيار منح وسام ستانهوب الذهبي من قبل المتلقين البارزين التاليين للسنوات المحددة.
- الكابتن ماثيو ويب (1873).

- روبرت ارشيبالد جيمس مونتجمري (1877).

- إدموند فريمانتل (1880).
- ويلوبي باينز هدليستون (1891).
- وليام ريجينالد هول (1900).
- ويلوبي باينز هدليستون (1904).

- ويلفريد تومكينسون (1913).

- إيفلين آيرونز (1935) - أول امرأة تمتلك شرف الحصول على هذه الجائزة.

- ريتشارد ستانتون (2019).

- جون فولانثين (2019).